# Lupicino (cônsul em 367)
Flávio Lupicino (em latim: Flavius Lupicinus) foi um oficial militar romano do século IV, ativo durante o reinado dos imperadores Constâncio II (r. 337–361), Joviano (r. 363–364) e Valente (r. 365–378). Participou de uma expedição à Britânia contra os invasores pictos e escotos sob Constâncio II e sob Valente auxiliou-o em suas campanhas contra o usurpador Procópio (r. 365–366). Também ficou conhecido por sua atuação no Oriente, sobretudo sua perseguição aos heréticos.

## Vida

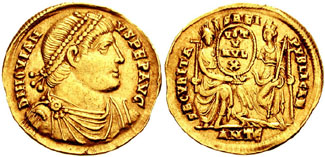
Soldo de Joviano r.

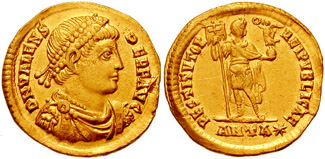
Soldo de Valente r.

Lupicino aparece pela primeira vez em 359-360, quando serviu na Gália como mestre da cavalaria sob o césar Juliano, o Apóstata em sucessão de Severo 8. Ele é mencionado em telhas provenientes do nordeste da Gália e o sofista Libânio alude a este ofício. Em 360, Juliano enviou-o à Britânia para repelir as incursões dos pictos e escotos em território romano. No mesmo ano, quando o imperador Constâncio II (r. 337–361) exigiu que Juliano lhe enviasse tropas, Lupicino foi instruído a comandá-las, porém ele ainda estava ausente na Britânia.
Quando Constâncio II tomou ciência da auto-proclamação de Juliano à posição de augusto, nomeou Gomoário mestre da cavalaria em sucessão de Lupicino. Temendo que Lupicino se revoltaria com a notícia, Juliano bloqueou o transporte marítimo à Britânia e tratou de prendê-lo quando retornou à Gália mais tarde. Ele esteve entre os oficiais romanos que caíram em desgraça durante o curto reinado de Juliano, permanecendo encarcerado por alguns anos.
Sob Joviano (r. 363–364), foi libertado e nomeado mestre da cavalaria no Oriente, onde reteria este ofício até 367, quando exercia função sob Valente (r. 365–378). Nessa posição, viajou até a Síria para reunir legiões para lutar em nome de Valente contra o usurpador Procópio (r. 365–366). Em 366, na Frígia, participou ao lado de Valente na Batalha de Tiatira onde Gomoário, à época um general de Procópio, foi derrotado. Como recompensa por sua ajuda, foi nomeado cônsul anterior em 367 com Jovino.
Se sabe que Lupicino era cristão ortodoxo e que teria perseguido no Oriente os heréticos eufemitas. Libânio elogiou seu mandato como mestre no Oriente por seu apoio à literatura e filosofia e por tê-lo protegido da acusação de Fidélio e seus amigos cristãos. Segundo Amiano Marcelino, Lupicino era "de fato um homem belicoso e habilidoso em assuntos militares, mas alguém que erguia suas sobrancelhas como chifres e vociferava no trágico coturno (como diziam), e sobre quem os homens estavam há muito tempo em dúvida se ele era mais avarento ou mais cruel."